# Grevbäcks församling
Grevbäcks församling var en församling i Skara stift och i Hjo kommun. Församlingen uppgick 2002 i Hjo församling. 

## Administrativ historik
Församlingen har medeltida ursprung.
Församlingen utgjorde tidigt ett eget pastorat för att därefter från omkring 1550 till 1962 vara moderförsamling i pastoratet Grevbäck och Brevik. Från 1962 till 1989 var den annexförsamling i pastoratet Hjo stadsförsamling, Hjo landsförsamling och Grevbäck som från 1974 även omfattade Mofalla församling. Från 1989 till 2002 var den annexförsamling i pastoratet Hjo, Grevbäck, Mofalla, Norra Fågelås och Södra Fågelås som de sista åren omfattade även Korsberga och Fridene församlingar.  
Församlingen uppgick 2002 i Hjo församling.

## Organister
| Period    | Namn         | Levnadstid | Övrigt   |
| --------- | ------------ | ---------- | -------- |
| 1688–1718 | Elias Beijer | 1650–1718  | Organist |
| 1733–1742 | Kiellberg    |            | Organist |

## Kyrkor
- Grevbäcks kyrka